# Крутиха (Далматовский район)
Крутиха — село в Далматовском районе Курганской области. Административный центр Крутихинского сельсовета.

## География
Крутиха протянулась на правому берегу реки Исети на 4 километра. По течению реки село находится ниже Далматова и выше Шадринска — двух городов северо-западной части Курганкой области.
Трудовая улица села Крутиха является транзитной. Это часть автодороги Затеченское — Коврига, которая является частью автопути между вышеупомянутыми городами. Параллельно Трудовой улице проходят следом друг за другом улицы 1 Мая и Советская. Последняя является прибрежной и наиболее протяжённой.

## История
До 1917 года центр Крутихинской волости Шадринского уезда Пермской губернии. По данным на 1926 год село Крутихинское состояло из 627 хозяйств. В административном отношении являлось центром Крутихинского сельсовета Далматовского района Шадринского округа Уральской области.

## Население
| 1989 | 2002 | 2010 |
| ---- | ---- | ---- |
| 1014 | ↘981 | ↘807 |

По данным переписи 1926 года, в селе проживало 2968 человек (1354 мужчины и 1614 женщин), все русские.